# 石川博之 (俳優)
石川 博之（いしかわ ひろゆき、1972年（昭和47年）12月20日 - 1990年（平成2年）10月27日）は、日本の俳優（子役）。山王プロダクションに所属していた。

## 来歴
神奈川県横浜市出身。横浜市立すすき野中学校卒業。兄がいる。
1985年、劇団日本児童入団。『オヨビでない奴!』（TBS）や『はいすくーる落書2』（同）にツッパリ役で出演し、人気を博した。
1990年10月26日、神奈川県川崎市をオートバイで走行中にトラックに衝突し、意識が戻らないまま翌27日に死亡した。同じ中学校の同級生で、『オヨビでない奴!』などで共演した高橋良明とは親友であったが、高橋も前年の1989年にバイク事故で死亡している。

## 人物・エピソード
石川は俳優業の傍ら「信号一番01」というオートバイのチームに所属し走り屋をしており、大井埠頭最速の男と呼ばれた。また、走り屋の姿を『JNNニュースの森』で取材された事もある。愛車はホンダ・VFR400R。

## 主な出演作品

### 映画
- 嵐の中のイチゴたち（1989年、映像企画） - 鎌田夏夫 役[2]

### テレビドラマ
- 火曜サスペンス劇場「下町殺人迷路」（1986年8月12日、日本テレビ）
- 夏家族（1987年、東海テレビ）
- ママはアイドル（1987年、TBS） - 生徒 役
- オヨビでない奴!（1987年、TBS） - 仲村宏二朗 役
- 大河ドラマ「武田信玄」（1988年、NHK） - 山本勘市 役
- 年末時代劇スペシャル「五稜郭」（1988年12月30日 - 12月31日、日本テレビ） - 三朗太 役
- 猫、ふんじゃッた!（1988年 - 1989年、日本テレビ） - 佐伯 役
- はいすくーる落書2（1990年、TBS） - 木村裕 役